# بيلار روميرو
بيلار روميرو (22 مايو 1982 - ) (بالإسبانية: Pilar Romero) هي لاعبة كرة يد أرجنتينية.